# Georg Leopold Weisel

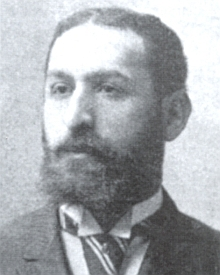
Georg Leopold Weisel

Georg Leopold Weisel (geboren als Joachim Löbl Weisel; 1804 in Přestitz, Kaisertum Österreich; gestorben 31. März 1873 in Neumark (Böhmen), Österreich-Ungarn) war ein böhmisch-österreichischer Arzt und Schriftsteller.

## Leben
Joachim Löbl Weisel war ein Kind eines Kleiderhändlers, er wuchs in Přestitz auf. Er studierte Medizin in Prag, wo er im Judenviertel wohnte und sich als Privatlehrer durchschlug. Er praktizierte als Geburtshelfer in Klattau und später in Neumark. Weisel heiratete Ann Pavlovská, germanisierte seinen Namen und konvertierte 1843 zum Katholizismus.
Weisel schuf in den 1830er und 1840er Jahren zahlreiche Erzählungen, die auf älteren jüdischen Überlieferungen, Sagen und Legenden fußten. Weiterhin schrieb er Novellen aus dem gegenwärtigen Leben der böhmischen Juden. Bei seinen Sammlungen wurde er zeitweise von Franz Klutschak (1814–1886) unterstützt.
Die Erzählung Meine erste Praxis erschien 1836 in der Zeitschrift Bohemia. 1838 kam Die Pinchasgasse: Eine jüdische Volkssage im Panorama des Universums heraus, die Erzählung wurde mehrfach, unter anderem von Wolf Pascheles, nachgedruckt. Weitere Publikationen waren unter anderem 1844 Die Schnorrer oder jüdischen Bettler, 1845 Die Jeschiboth oder jüdischen Hochschulen und 1850 Die Prager Juden, wie sie leben.
Unter dem Einfluss seiner zugezogenen Nachbarin Božena Němcová, die 1846 die Sammlung Obrazy z okolí domažlického (Reisebilder aus der Gegend von Taus) veröffentlicht hatte, erschien von ihm im Jahr 1848 im Panorama des Universums der Bericht Chodenprozeß, ein kleiner Beitrag zur Vaterlandsgeschichte über die Unterdrückung der Choden im 17. Jahrhundert. Der 1873 wiederaufgelegte Aufsatz war 1884, laut Josef Blau, eine  Basis für Alois Jiráseks vielgelesene nationaltschechische Novelle Psohlavci.

## Werke
- Josef Blau (Hrsg.): Georg Leopold Weisel: Aus dem Neumarker Landestor. Beiträge zur sudetendeutschen Volkskunde, 17. Sudetendeutscher Verlag F. Kraus, Reichenberg 1926
- Der Golem. In Gallerie der Sipurim, eine Sammlung jüdischer Sagen, Märchen und Geschichten, als ein Beitrag zur Völkerkunde. Prag 1847, S. 51–52